# DUSP22
La proteína fosfatasa dual específica 22 (DUSP22) es una enzima codificada en humanos por el gen dusp22.
La proteína DUSP22 pertenece a la subfamilia de las fosfatasas duales específicas. Estas fosfatasas inactivan a sus quinasas diana mediante la defosforilación tanto de su residuo de fosfoserina/treonina como de su residuo de fosfotirosina. Regulan negativamente a los miembros de la superfamilia de las MAPK (MAPK/ERK, SAPK/JNK, p38), que están asociados con proliferación celular y diferenciación celular. Diversos miembros de esta familia de fosfatasas duales específicas muestran distintas especificidades de sustrato para las MAPKs, distinta distribución tisular y localización subcelular, y diferentes modos de inducibilidad de su expresión por estímulos extracelulares. 

## Interacciones
La proteína DUSP22 ha demostrado ser capaz de interaccionar con:
- MAPK1[4]
- MAPK8[4]